# 格蘭特 (內布拉斯加州)
格蘭特（英語：Grant）是一個位於美國內布拉斯加州珀金斯縣的城市。根據2010年美國人口普查，該地共人口1165人，而該地的面積約為1.98平方千米。同時該地也是珀金斯縣的縣治。

## 地理
格蘭特的座標為40°50′40″N 101°43′34″W / 40.84444°N 101.72611°W，而該地的平均海拔高度為1040米（即3412英尺）。